# 罗小黑战记
《罗小黑战记》是木头（昵称MTJJ）及其工作室“寒木春华动画”制作的中国网络动画、动画电影、番外漫画系列作品，目前仍然在持续更新中。TV版网络动画于2011年3月17日至2019年8月27日發布第1至28話，第29至40話发布于2021年4月24日至2021年7月17日，之后将投入为期三年的第二部大电影的工作中。番外漫画《蓝溪镇》于2018年9月27日开始连载，讲述老君、清凝仙子与玄离的故事。

## 劇情简介
故事讲述了一只猫妖因盗取了仙人老君的天明珠，被其守门人谛听打回原形。在流落街头时被少女罗小白当流浪猫捡回了家。小黑在与罗小白及其哥哥阿根一同生活在乡下爷爷家的日子里，经历了奇妙的冒险，也收获了友谊。
| “                 | 猫妖小黑盗取天明珠被谛听发现，被打回原形重伤而逃，在流落街头之时被罗小白带回了家，起名罗小黑。有一天小黑突然变成了人形，告诉小白自己要暂时离开去完成师父交给自己的任务。却在离开之后因为师傅交给自己的任务又回到了小白身边，等待着他们的会是什么呢…… ----众生之门篇 | ” |
| ——TV版官方简介·新 | |   |

| “                 | 夜，猫妖盗取天明珠被谛听发现，被打回原形重伤而逃。在流落街头的时候被罗小白带回了家，起名罗小黑。故事就这样开始了…三千元巨资打造中国动画癫疯之作。主要讲述一个少女养猫而发生的种种离奇事件，整个作品画面风格很“中国式”。故事情节搞笑、温馨别致，信息量庞大！ | ” |
| ——TV版官方简介·旧 | |   |

## 出场角色
罗小黑（小黑）
原名小黑，遇见罗小白后由罗小白取名为“罗小黑”。一只天真、勇敢且强大的小黑猫。师从无限，不会识字。因盗取老君天明珠而被谛听打回原形。躲入纸箱中避雨误被小白捡回家，取名罗小黑。尾巴是身长的两倍，可变成翅膀，也可分裂成名为黑咻的有意识体，具有意识传递能力。随着能力越强，黑咻也能够分裂越多，现可分裂为四个，特殊情况可以无限分裂，但总体积不变。分裂得越多，各个黑咻的意识越低。小黑可以和黑咻相互传送。
- 小黑拥有双灵质空间，其中一个为传送，另一个为领域。小黑正是利用传送盗走天明珠。在大电影中领域被夺走，最终小黑进入并瓦解了领域，永远失去了它。人形小黑原本为黑发，在领域被夺走后头发变白。

罗小白（小白）
单纯可爱，天然活泼以致有些许冒失，深受哥哥阿根、小黑的喜爱与保护。日常与好朋友山新玩游戏，面对危险时可以做到处变不惊。持有老君赠送的法宝“蓝玉盘”。
阿根（哥哥）
小白的堂哥，和爷爷一起住在乡下。双商高，且妖力十分强大。灵质空间是足球场一样大的极寒地狱，可放置有独立意识的分身。与玄离关系不明，二者有许多相似能力及特性：寻常动物靠近他都会不自觉地咬他（称作嘲讽技能），可以吸收火焰、控制水的形态并凝结成冰。常被众妖认作玄离。
玄离（狗哥）
上古神兽。与阿根关系不明。番外漫画《蓝溪镇》主角之一。妖力强大，在妖怪中声望很高，和谛听、老君、清凝是旧识。曾听令于老君。喜欢打架，饭量很大，和清凝、老君十分亲近。跟阿根一样会用冰和火且会被动物不自觉攻击（嘲讽技能）。现因不明原因隐居在乡下，且实力大不如前。
谛听
上古神兽。听令于老君，且十分重视老君，有三匹会变出黄色翅膀的鹰犬下属。看护天明珠不力致其被猫妖小黑盗走，于是主动请缨捉拿猫妖、寻回天明珠以将功抵罪。将猫妖打回原形后，根据手下的目击情报找到了罗家所在，可惜扑空。后追踪附近最强的妖气（阿根）找到了小黑。持有老君给予的法宝“定心镜”。常去漫展帮闭关的老君带周边（场贩），在漫展里觉得很自在。与玄离是旧识，唤阿根为玄离。
老君
住在其灵质空间蓝溪镇老君山上的君阁内，曾立誓百年内不出山，同时也不能干涉君阁之外的事。剧情中已闭关三十年并沉迷ACG。自称因为寂寞而立下许多誓言组成誓言录，不再立下誓言后他人便出版了针对他誓言任务的资料书。可以变换声音和形态，在剧情中处于“节能模式”：穿着不合身衣袍的小孩样，为了维持德高望重的形象，一直用苍老的声音说话。持有许多宝物。与另两位神建立遍布各地的妖灵会馆。番外漫画主角之一。清凝仙子的师父，与无限、玄离是熟识，不过在多年后被罗小白吐槽没追到清凝。
无限
世界最强的神，妖灵会馆最强的执行者，小黑的师父，不常显露表情，但其实内心感情丰富。因人类的身份及从前与会馆一些妖精有过摩擦而不太受欢迎。与老君是旧识。让小黑前往老君山盗取天明珠，是贯穿主线的人物。
李清凝（清凝仙子）
老君的徒弟，番外漫画《蓝溪镇》主角之一。性格活泼、勇敢，敢说敢问，有主见且做事果断，很讨人喜欢。于战乱时期偶遇老君并拜师学医。是天生的治愈系，在医术方面有极高天赋。和当时的玄离很聊得来，称呼玄离为“狗哥”。

### 次要角色
小白妈妈
面膜不离脸，永远穿睡衣，居家与工作两不误的新时代女性。给予女儿平等自由的成长环境，温柔细致，同时责任感强，魄力超群。据第二集装样看来并不会抽烟。第五集开头部分罗家的墙上出现了妈妈的侧面照，很是漂亮。
小白爸爸
报纸从未离手，始终挡着脸，着条纹睡衣登场，没出过声没露过脸，全凭报纸上变换的图文表达感想。
山新
罗小白的朋友。双马尾萌妹子，没有太多表情，行动力惊人，通常小白一打电话就能出现于门外，频繁出入罗小白家及乡下老家。睡相惊人。和小白在街头捡回小猫皇受陪伴，并与小黑成为很好的朋友。魔兽高玩，包裹内多橙装。
云飞（爷爷）
罗小白的爷爷，初登场时从土里钻出，家中碗柜上书“反清复明”，身手不凡，藏了不少私房钱。时常突破第四面墙。
比丢
原型不明但很可爱的小生物。吃、跑的速度极快。最喜欢吃木头，金属和生物对其相当于剧毒。基色为橘黄。比丢吃下一种东西后，会变成那种东西的主色，所以可以变成各种颜色，是一种对自身的保护机制，五分钟左右就会恢复原样。但也由于这样特殊的皮毛而被捕杀，所剩无几。跑到村里觅食时被阿根控制住，因“bi diu~”的叫声被小白取名比丢并收养。看似呆呆的，其实很狡猾敏捷，几乎只有小黑能制服它。因团鼠的生物特性，吃了金属和生物就会暴走（身体巨大化，变成蓝色），暴走纹在眉心，碰一下就会变回原样，但这样反复的变化会消耗其生命，最後跟小白感情要好，被收養當寵物。
皇受（小皇）
被山新捡回家的灰色虎斑小公猫。开始时对罗小黑感到恐惧，后因被小黑从大狗SATAN（名字来源于制作者SATAN）身边救下，对小黑产生感情，穷追不舍，被山新称之为小黑的克星。
卡里
灵溪妖灵会馆馆长，管理的会馆以经商为主。可利用自身能力催生树木生长，并以卖树赚钱。与龙游会馆馆长潘靖是好友，常利用会馆传送门约酒，实际上两人都不胜酒力。
秃贝
灵溪会馆馆长助理，为人谦和优雅，负责会馆的接待。
涅帕
有会馆的特别许可，被允许狩猎罪大恶极的人类。加入会馆前与无限有过摩擦。因一次事件而开始在意小黑，并因此关注罗小白，目的尚不明。
青丘
锁御师，能够感应天明珠。持有法宝“方寸盒”，为夺取天明珠曾用此法宝困住阿根及幕斯三人组。与老府、千针、酒仙、破老同伙。夺取天明珠的目的是去救一位友人。
府先生
性格莽撞，自称讨厌人类，说话东北口音但不是东北虎，因为学习人类语言时用错了教材。与青丘、千针、酒仙、破老同伙，为救一位友人而抢夺天明珠，并因此结识小黑一伙。
破老
与老府、青丘酒仙、千针同伙，在同伙中比较受尊敬，为救友人而抢夺天明珠。
千针
无法区别人类和人形妖精。与老府、青丘、酒仙、破老同伙，为救友人而抢夺天明珠。
酒仙
喜爱喝酒，不爱讲话。似乎是武力担当，与老府、青丘、千针、破老同伙，为救友人而抢夺天明珠。

## 制作
| 导演     | 阿根 栗子 顾杰 |
| 编剧     | 木头           |
| 监制     | 木头 顾杰      |
| 制片     | 芝芝           |
| 分镜     | 小黄 顾杰      |
| 作画监督 | 大爽           |
| 美术总监 | 盲眼           |
| 后期总监 | 凉爽           |
| 配音     | 北斗企鹅       |
| 音乐     | 薄荷           |
| 音效     | 幻想动漫音乐   |

2012年3月，罗小黑工作室变为北京寒木春华动画技术有限公司，以运营国内原创动漫形象罗小黑为主。业务主要涵盖漫画创作及动画创作，动漫形象周边产品设计与销售。
配音主要由北斗企鹅工作室的成员负责，录音师Shybluecat、糖小糖。主角由山新負責。
由於TV版更新十分缓慢，在2011至2020年的十年时间内只推出28集，且每集时长仅有短短几分钟。由于投入大电影的制作，2018年一集也未更新。面对广大网友的催更，TV版画面中常常出现暗藏的文字“催更者屎”“催更者斩”，在第二十五集坠毁的飞机名叫“催更号”。木头曾表示如此速度已是工作室极限，工作室人手十分短缺。
并表示工作室虽然发展得慢，但每年都还是在增加人数，增加出片量，周边、广告、游戏等工作均已交给周边组负责，因此动画组能够专心做动画。为了能够做出高质量动画，木头依旧希望拥有漫长的制作周期，拥有全片内容的控制权和独断权。2021年3月20日官方发布罗小黑战记29集（PV）众生之门篇预告，宣布于4月24日起每周六11:00在Bilibili独家播出。

2021年7月17日更新CAT.40《你想成为怎样的人》，宣布罗小黑战记·众生之门篇正式完结，木头在微博中表示：
众生之门篇虽然结束了，但故事还未结束
接下来我们将进入小黑第二部电影的前期工作了，没错！是第二部电影！之后将进入至少三年的电影中期制作，中间应该不会有大规模更新了，可能会为了电影预热更新几集，但不敢保证，就先当没有吧。我们也开始慢慢扩充团队，现在速度提升了，但还不足以双开，希望这部电影做完后能达到两不耽误的阶段。

## 話數列表
| 集數              | 標題                 | 播放日期                              | 片長                      |
| ----------------- | -------------------- | ------------------------------------- | ------------------------- |
| CAT.0             | 预告                 | 2011年3月13日                         | 55秒                      |
| CAT.1             | 喵                   | 2011年3月17日 2014年4月25日（重製版） | 5分05秒                   |
| CAT.2             | 逃                   | 2011年6月1日 2014年4月25日（重製版）  | 5分05秒                   |
| CAT.2.5（特別篇） | 罗小白的期末考试     | 2011年7月10日                         | 38秒                      |
| CAT.3             | 嘿                   | 2012年1月16日                         | 4分59秒                   |
| CAT.4             | 飘                   | 2012年6月11日                         | 5分06秒                   |
| CAT.5             | 唷                   | 2012年12月21日                        | 5分46秒                   |
| CAT.6             | 阿根                 | 2013年3月21日                         | 5分50秒                   |
| CAT.7             | 比丢                 | 2013年6月13日                         | 7分13秒                   |
| CAT.8             | 深山                 | 2013年9月11日                         | 6分57秒                   |
| CAT.8.5（惡搞版） | 再见了，比丟         | 2013年9月12日                         | 1分20秒                   |
| CAT.9             | 谛听                 | 2013年12月30日                        | 7分06秒                   |
| CAT.10            | 老君                 | 2014年4月28日                         | 7分55秒                   |
| CAT.10.5（MV）    | 晚安喵               | 2014年5月27日                         | 1分59秒                   |
| CAT.11            | 蓝溪镇               | 2014年7月23日                         | 5分17秒                   |
| CAT.12            | 拾贰集               | 2014年9月17日                         | 7分42秒                   |
| CAT.13            | 灵质力               | 2014年9月28日                         | 6分56秒                   |
| CAT.14            | 花精灵               | 2014年12月29日                        | 7分02秒                   |
| CAT.15            | 灵风山               | 2015年2月5日                          | 6分07秒                   |
| CAT.16            | 仙与精灵             | 2015年5月13日                         | 8分22秒                   |
| CAT.17            | 风平浪静             | 2015年8月19日                         | 6分37秒                   |
| CAT.18            | 顶上战争             | 2015年10月28日                        | 5分55秒                   |
| CAT.19            | 城中别苑             | 2015年11月25日                        | 7分29秒                   |
| CAT.20            | 妖灵会馆             | 2015年12月30日                        | 8分53秒                   |
| CAT.21            | 目标天明珠           | 2016年4月28日                         | 7分44秒                   |
| CAT.22            | 相遇阿呲阁           | 2016年6月23日                         | 7分09秒                   |
| CAT.23            | 内外与胜负           | 2016年8月23日                         | 6分08秒                   |
| CAT.24            | 默契的规则           | 2016年11月30日                        | 7分07秒                   |
| CAT.24.5（MV）    | 嘘                   | 2017年1月11日                         | 2分19秒                   |
| CAT.25            | 清晨的萌芽           | 2017年3月30日                         | 5分51秒                   |
| CAT.26            | 非法者合法者         | 2017年7月31日                         | 7分11秒                   |
| CAT.27            | 这是什么滋味         | 2017年11月29日                        | 7分36秒                   |
| CAT.28            | 离别终会相见         | 2019年8月27日                         | 5分35秒 1分40秒大電影預告 |
| CAT.28.5（MV）    | 宝贝别哭             | 2020年11月21日                        | 2分13秒                   |
| CAT.29（PV）      | 定档PV（衆生之門篇） | 2021年3月20日                         | 1分00秒 前30秒水时长      |
| CAT.29            | 异界中的灵力         | 2021年4月24日                         | 9分46秒                   |
| CAT.30            | 游戏中的众生         | 2021年4月24日                         | 8分45秒                   |
| CAT.31            | 寸步難行四人組       | 2021年5月1 日                         | 5分42秒                   |
| CAT.32            | 妖王佛岚的赞赏       | 2021年5月8日                          | 6分24秒                   |
| CAT.33            | 无法完成的任务       | 2021年5月15日                         | 7分24秒                   |
| CAT.34            | 开局好像很顺利       | 2021年5月22日                         | 8分59秒                   |
| CAT.35            | 游戏与现实之间       | 2021年5月29日                         | 6分24秒                   |
| CAT.36            | 妖精与人类的世界     | 2021年6月5日                          | 8分03秒                   |
| CAT.37            | 山上山下两个任务     | 2021年6月12日                         | 8分01秒                   |
| CAT.38            | 门槛任务的大混战     | 2021年7月3日                          | 7分22秒                   |
| CAT.39            | 巨树之森的大逃杀     | 2021年7月10日                         | 11分52秒                  |
| CAT.40            | 你想成为怎样的人     | 2021年7月17日                         | 6分41秒                   |

## 番外漫画
《蓝溪镇》是由木头编剧、孙呱绘制的《罗小黑战记》番外漫画。。故事讲述在战乱年代，老君帮助百姓从疾苦的人间移居到在他庇护之下的世外桃源“蓝溪镇”。途中遇到了天赋异禀的女孩清凝，老君收她为徒，并与玄离一起游历人间。其延伸了在《罗小黑战记》TV版中被提及到的老君与清凝仙子的故事。以网络形式在新浪微博、BiliBili等平台发布，于2018年9月27日開始連載，每月两更，在2020年5月变为每月三更，2021年8月变为每月18和28号更新。
《罗小黑战记》TV版中提到蓝溪镇内，老君与清凝仙子相遇时的借火岩，记录着老君与清凝仙子的相遇，而《蓝溪镇》剧情与之相呼应。

## 出版書籍
《罗小黑战记》第一部于2015年8月1日出版，2022年3月31日出版第二部。
| 冊數 | 中國計量出版社 | 中國計量出版社         |
| 冊數 | 發售日期       | ISBN                   |
| ---- | -------------- | ---------------------- |
| 1    | 2015年8月1日   | ISBN 978-755-025-599-9 |

| 冊數 | 江苏凤凰文艺出版社 | 江苏凤凰文艺出版社     |
| 冊數 | 發售日期           | ISBN                   |
| ---- | ------------------ | ---------------------- |
| 2    | 2022年3月31日      | ISBN 978-7-5594-6164-3 |

蓝溪镇
| 冊數 | 江苏凤凰文艺出版社 | 江苏凤凰文艺出版社     |
| 冊數 | 發售日期           | ISBN                   |
| ---- | ------------------ | ---------------------- |
| 1    | 2020年5月1日       | ISBN 978-755-944-756-2 |

## 电影版
于2018年7月31日，官方公开了《罗小黑战记》电影版的宣传海报。2019年7月24日，官方宣布定档2019年9月12日上映，2019年8月28日，电影推广曲《不再流浪》上线，第二天还发布了该曲MV。电影因为点映后获得很好的口碑，提档到9月7日公开上映。上映3日票房突破1亿，连续三天获得单日票房冠军，截至2024年4月10日，《罗小黑战记》电影的累计票房为3.15亿。

## 游戏
《罗小黑战记妖灵簿》是由漫亚游戏与罗小黑工作室共同打造的以《罗小黑战记》为故事背景制作的策略卡牌手游，于2017年7月5日公测，2018年9月20日12时终止运营。

## 奖项
- 2011年第8届中国动漫金龙奖最佳网络动漫提名
- 2012年爱奇艺动漫嘉年华金花瓣奖，2012年度最具创意元素动画。[20]
- 2013年土豆映像节最佳网络剧奖及最佳人气播客奖提名。[21]
- 2013年9月第10届中国动漫金龙奖最佳新媒体动画提名奖。[22]
- 2015年第12届中国动漫金龙奖最佳绘本提名奖。
- 2015年第五届十大卡通形象评选年度卡通形象提名。
- 2015年金猴奖最具潜力动漫形象。
- 2015年金熊猫奖最佳动画形象提名。
- 2016年二次元未来峰会年度优秀动漫作品奖。

## 争议

### 主创人员弃养罗小黑原型
导演木头在2019年接受自媒体“ONE文艺生活”采访时称，罗小黑的原型是其捡到的一只流浪猫，在饲养半年左右之后因为“无法驯化”而再度抛弃于野外。在此之后木头为了纪念它而创作了《罗小黑战记》。此言论引发网友的争议，有部分认为这违背电影作品的主旨，也有部分认为流浪猫放归自然无可厚非，部分网友会抵制其续作电影。